# Chinesisch-französische Beziehungen
Die chinesisch-französischen Beziehungen sind das zwischenstaatliche Verhältnis zwischen der Volksrepublik China und Frankreich. Beide Länder unterhalten über mehrere Jahrhunderte zurückreichende politische, wirtschaftliche und kulturelle Kontakte. Nachdem Frankreich nach Ende des chinesischen Bürgerkriegs zuerst die Republik China anerkannt hatte, nahm Charles de Gaulle 1964 diplomatische Beziehungen mit der Volksrepublik China auf. Die heutigen Beziehungen sind geprägt von der Stellung beider Länder als Groß- bzw. Regionalmächte (Frankreich in der EU, China in Asien) sowie von ihrem gemeinsamen Status als G20-Volkswirtschaften sowie Mitgliedern des UN-Sicherheitsrats und Atommächte. Beide Länder unterhalten enge Handelsbeziehungen, es kam jedoch immer wieder zu politischen Differenzen, die auch auf den unterschiedlichen politischen Systemen und geopolitischen Interessen beider Länder beruhen.

## Geschichte

### Vorgeschichte
Die ältesten überlieferten Kontakte zwischen den beiden Nationen lassen sich auf das Mittelalter zurückverfolgen. Rabban Bar Sauma aus China besuchte Frankreich und traf sich mit König Philipp IV. von Frankreich im 13. Jahrhundert. Engere Beziehungen zwischen dem Königreich Frankreich und dem Kaiserreich China wurden im 16. Jahrhundert durch die Missionarstätigkeit französischer Jesuiten etabliert. Die Jesuiten lieferten Berichte über das wundersame Reich im Ferner Osten an den französischen König, die große Aufmerksamkeit erregten, so dass z. B. Philosophen wie Voltaire das chinesische meritokratische Beamtensystem als Vorbild für eine aufgeklärte und rationale Herrschaftsform priesen. Die Arbeit der Missionare beeinflussten auch den chinesischen Kaiserhof. Umgekehrt kam die chinesische Kultur in Frankreich in Mode, zum Beispiel die Chinoiserie, und Ludwig XIV. ließ 1670 das Trianon de Porcelaine im chinesischen Stil errichten. Frankreich wurde zum europäischen Zentrum für chinesisches Porzellan, Seiden und Lacke sowie für europäische Imitationen dieser Waren. Im 18. Jahrhundert half der französische Jesuitenpater Michel Benoist zusammen mit Giuseppe Castiglione dem Kaiser beim Bau eines Bereichs im europäischen Stil im Alten Sommerpalast, um seiner Vorliebe für exotische Gebäude und Gegenstände gerecht zu werden. Jean Denis Attiret wurde Maler von Kaiser Qianlong. Joseph-Marie Amiot gewann ebenfalls das Vertrauen des Kaisers und verbrachte den Rest seines Lebens in Peking. Er war offizieller Übersetzer westlicher Sprachen für den Kaiser und leitete die Missionarstätigkeit.

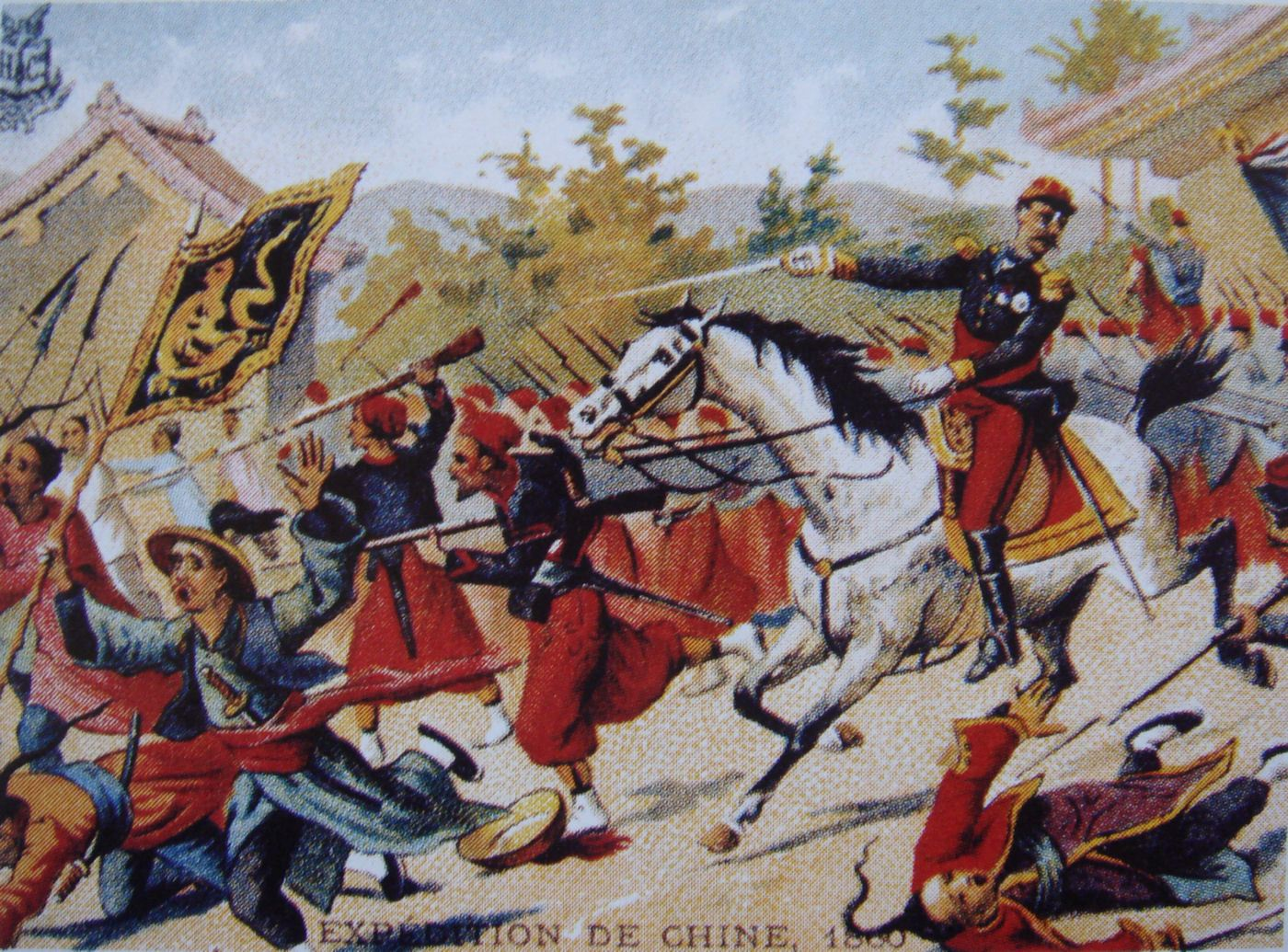
Abbildung des anglo-französischen Feldzugs von 1860

Die Beziehungen zwischen dem China der Qing-Zeit und Frankreich verschlechterten sich im Zuge des europäischen Wettlaufs um die asiatischen Märkte. Als sich die europäische Meinung über China verschlechterte, wurde das einst bewunderte Reich zum Opfer ungleicher Verträge und der Kolonisierung. Im Jahr 1844 schlossen China und Frankreich den ersten modernen Vertrag, den Vertrag von Huangpu, in dem Frankreich die gleichen Privilegien wie Großbritannien zugesprochen wurden. Im Jahr 1860 wurde der Sommerpalast von anglo-französischen Truppen während des Zweiter Opiumkriegs geplündert, und viele wertvolle Artefakte gelangten nach der Plünderung in französische Museen. Nach der Niederlage der Qing mussten diese den Opiumhandel legalisieren, mit katastrophalen Folgen für die Gesellschaft Chinas. Frankreich erhielt zudem neue Konzessionen in Tianjin und weiteren Gebieten. In China wurde die Tätigkeit ausländischer Missionare durch die Konflikte mit den Kolonialmächten zunehmend als feindliche Unterwanderung betrachtet. Die Organisation L'Oeuvre de la Sainte Enfance war eine katholische Wohltätigkeitsorganisation, die 1843 gegründet wurde, um chinesische Kinder vor der Kindstötung zu retten. Sie wurde das Ziel antichristlicher Ausschreitungen in China, insbesondere während des Massakers von Tianjin 1870. Die durch falsche Gerüchte über die Tötung von Säuglingen ausgelösten Unruhen führten zum Tod eines französischen Konsuls und lösten eine diplomatische Krise aus.

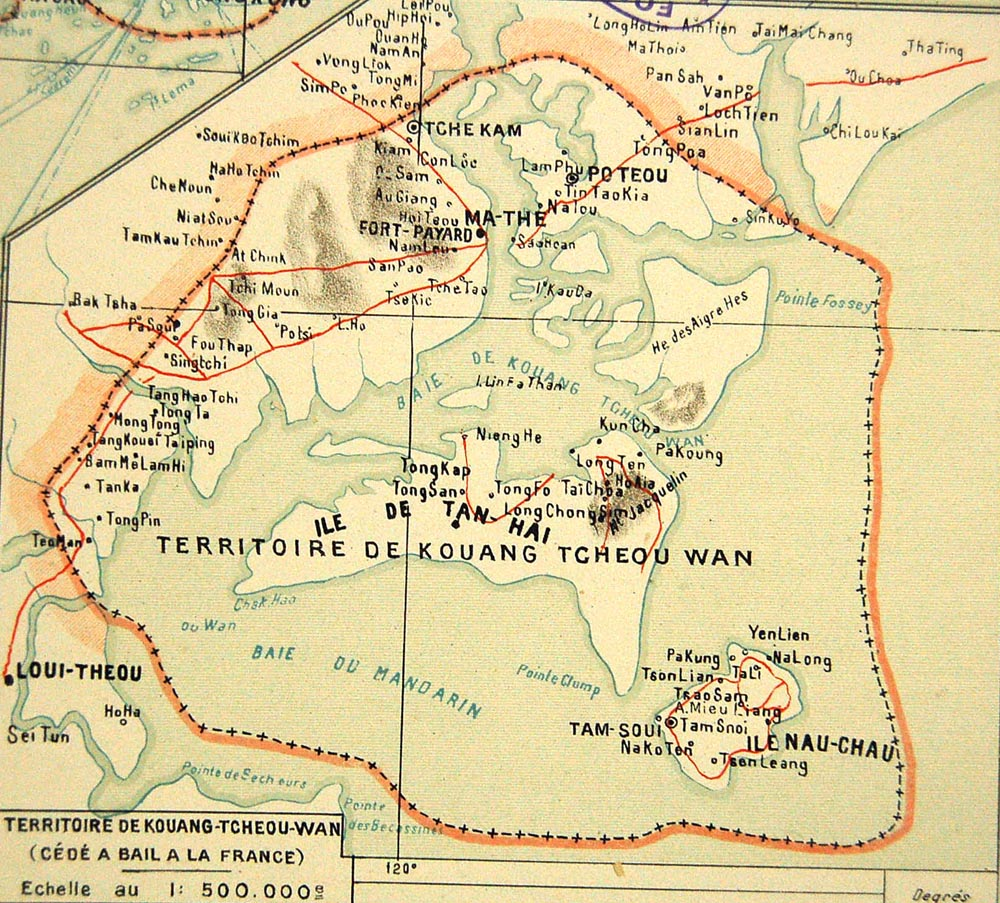
Französische Karte von Guangzhouwan aus dem Jahr 1909

Frankreich nutzte die Schwäche der Qing-Dynastie aus, um seine koloniale Expansion in Asien weiter voranzutreiben. 1884–85 kam es zum Chinesisch-Französischen Krieg um die Kontrolle über Vietnam, das über Jahrhunderte ein Tributstaat Chinas gewesen war. Der nicht erklärte Krieg endete militärisch in einer Pattsituation, aber es wurde von den Chinesen anerkannt, dass Frankreich die Kontrolle über Annam hatte und Indochina nicht länger ein Tributgebiet Chinas war. Frankreich durfte zudem die Yunnan-Bahn errichten. Der Krieg war in Frankreich unpopulär und führte zum Sturz der Regierung von Premierminister Jules Ferry. Im Jahr 1897 beschlagnahmte Frankreich auch Guangzhouwan als Vertragshafen und erhielt eine eigene Konzession in Shanghai. Guangzhouwan wurde gemäß dem Vertrag vom 12. April 1898 am 27. Mai als Territoire de Kouang-Tchéou-Wan für 99 Jahre (oder bis 1997, wie die Briten in den New Territories von Hongkong) von China an Frankreich verpachtet, um der wachsenden Handelsmacht von British Hong Kong entgegenzuwirken. Das Gebiet wurde von Tonkin aus verwaltet.

### 20. Jahrhundert
Im Jahr 1900 war Frankreich einer der Hauptakteure der Acht-Nationen-Allianz, die in China einmarschierte, um den Boxeraufstand niederzuschlagen. 1907 unterzeichnete Frankreich mit Japan einen Vertrag, in dem beide Länder ihre Einflusssphären in Ostasien festlegten, wobei die Franzosen die japanische Herrschaft über Korea und die Mandschurei anerkannten, während Frankreich eine Einflusssphäre in Indochina und Südchina zugebilligt wurde. Die Dritte Französische Republik erkannte die Gründung der Republik China nach dem Sturz der Qing an und nahm am 7. Oktober 1913 diplomatische Beziehungen mit der Republik auf. Nach dem bald darauf folgenden Ausbruch des Ersten Weltkriegs rekrutierte die französische Regierung chinesische Arbeiter für die Arbeit in französischen Fabriken. Viele dieser Arbeiter und Studenten, die nach Frankreich kamen, wurden hochrangige Mitglieder der Kommunistischen Partei Chinas (KPCh). Dazu gehörten auch Zhou Enlai und Deng Xiaoping.
Während des Zweiten Weltkriegs kämpften das Freie Frankreich und China als verbündete Mächte gegen die Achsenmächte. Nach der Besetzung Frankreichs im Jahr 1940 war das neu gebildete Vichy-Regime zwar ein Verbündeter NS-Deutschlands, erkannte aber weiterhin die Kuomintang-Regierung von Chiang Kai-shek an – die nach dem Fall von Nanjing 1937 nach Chongqing im chinesischen Hinterland fliehen musste – und nicht die von Japan unterstützte Neuorganisierte Regierung der Republik China unter Wang Jingwei. Die französischen Diplomaten in China blieben bei der Regierung in Chongqing akkreditiert. Mit dem Ende des Krieges musste Frankreich auf Druck der Amerikaner alle seine Gebiete in China zurückgeben. Die französische Flagge wehte das letzte Mal in Guangzhouwan am 20. November 1945. Nach dem Ende des Krieges drangen in China ansässige kommunistische Aufständische wiederholt in französische Gebiete in Indochina vor und griffen sie an. 1954 zog sich Frankreich zurück und übergab Nordvietnam an die Kommunisten. Durch den Rückzug aus Südostasien vermied Frankreich Konfrontationen mit China. Die Kulturrevolution löste jedoch Gewalt gegen französische Diplomaten in China aus, und die Beziehungen kühlten sich ab. Die mächtige Kommunistische Partei Frankreichs unterstützte im Allgemeinen die Sowjetunion in der chinesisch-sowjetischen Spaltung, und China hatte daher in Frankreich nur eine sehr schwache Unterstützungsbasis, abgesehen von einigen maoistischen Studenten der 68er-Bewegung.
Nach dem chinesischen Bürgerkrieg (1927–1950) und der Gründung der kommunistischen Volksrepublik China am 1. Oktober 1949 erkannte die französische Regierung der Vierten Republik die VR China nicht an. Stattdessen unterhielt Frankreich Beziehungen mit der Republik China auf Taiwan. 1964 nahmen Frankreich und die VR China jedoch wieder diplomatische Beziehungen auf Botschafterebene auf. Auslöser dafür war die offizielle Anerkennung der VR China durch Charles de Gaulle, der der Ansicht war, dass die Etablierung diplomatischer Kontakte mit der VR China einen mäßigenden Einfluss auf diese haben könnte. In der Folgezeit konnten die wirtschaftlichen, kulturellen und politischen Kontakte deutlich ausgebaut werden. In den 1990er Jahren gerieten Frankreich und die VR China jedoch aufgrund der Ein-China-Politik der VR China wiederholt aneinander. Französische Unternehmen verkauften Waffen an Taiwan und verärgerten damit die Regierung in Peking. Dies führte zur vorübergehenden Schließung des französischen Generalkonsulats in Guangzhou. Frankreich erklärte sich schließlich bereit, einheimischen Unternehmen den Verkauf von Waffen an Taiwan zu verbieten, und 1994 wurden vollständige diplomatische Beziehungen zwischen beiden Ländern wieder hergestellt.

### 21. Jahrhundert
Im Jahr 2008 verschlechterten sich die chinesisch-französischen Beziehungen im Zuge des Fackellaufs bei den Olympischen Sommerspielen 2008 in Peking. Als die Fackelträger durch Paris zogen, versuchten Aktivisten, die für die Unabhängigkeit Tibets und die Menschenrechte eintraten, wiederholt, den Zug zu stören, zu behindern oder aufzuhalten. Der Vorfall sorgte für antifranzösische Proteste in verschiedenen chinesischen Städten. Beide Regierungen versuchten, die Beziehungen nach den Demonstrationen zu beruhigen. Der französische Präsident Nicolas Sarkozy schrieb einen Brief der Unterstützung und des Mitgefühls an Jin Jing, eine chinesische Athletin, die die olympische Fackel getragen hatte. Nach dem Treffen von Präsident Sarkozy mit dem Dalai Lama in Polen im Jahr 2009 verschlechterten sich die Beziehungen jedoch erneut. Der chinesische Premierminister Wen Jiabao ließ daraufhin Frankreich bei seiner Europareise aus. Sein stellvertretender Außenminister kritisierte Sarkozy öffentlich. Der französische Premierminister Jean-Pierre Raffarin versuchte die Lage wieder zu beruhigen und wurde mit den Worten zitiert, Frankreich habe nicht die Absicht, „den tibetischen Separatismus zu fördern“.

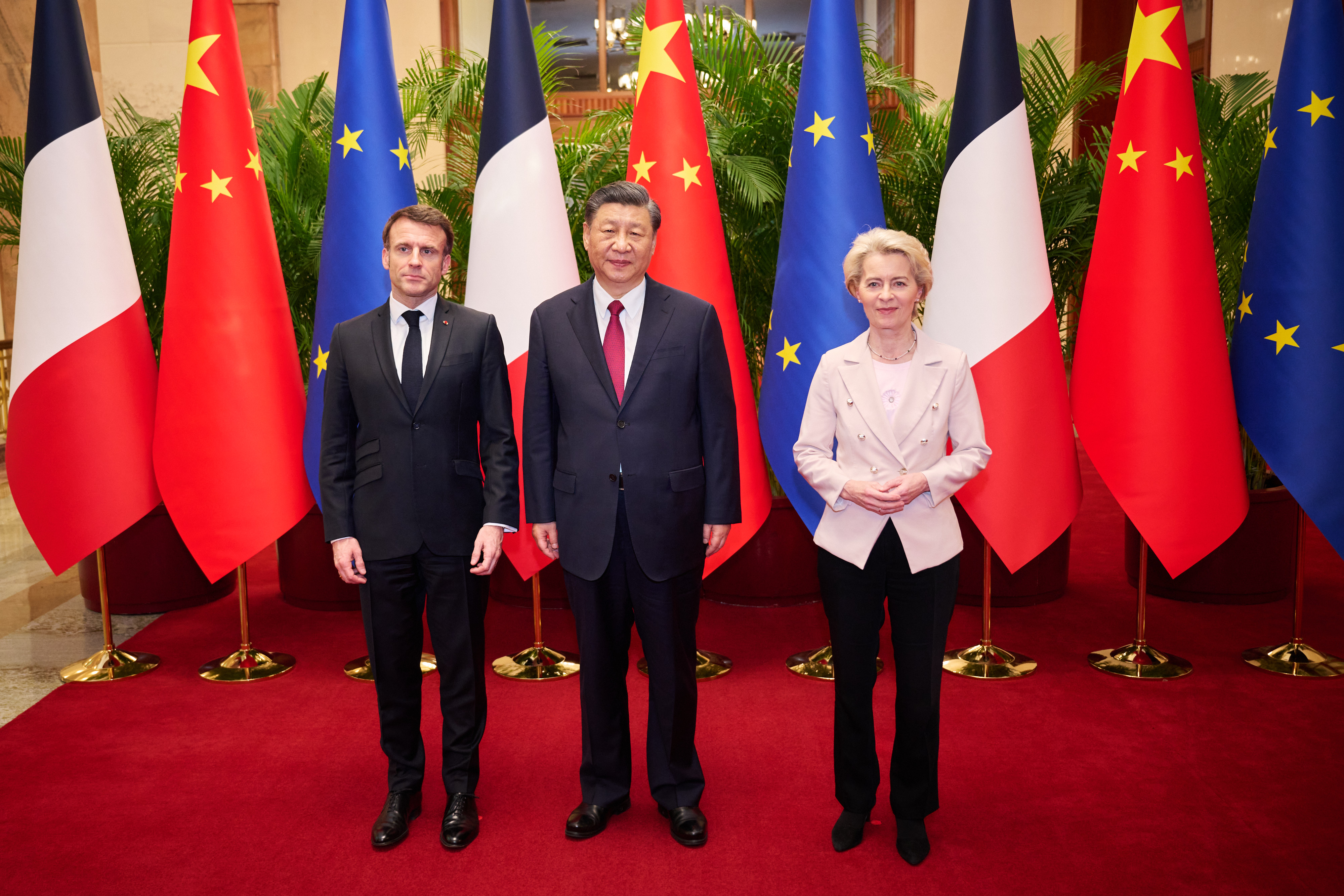
Emmanuel Macron, Xi Jinping und Ursula von der Leyen (2023)

Im frühen 21. Jahrhundert ist China zu einem unverzichtbaren Wirtschaftspartner aufgestiegen und das wirtschaftliche Wachstum Chinas hat das Land zu einem unverzichtbaren Partner für Frankreich in globalen Fragen wie der Handelspolitik oder der Klimapolitik gemacht. Gleichzeitig hat das Verhalten Chinas unter Xi Jinping auch für Beunruhigung gesorgt, wie z. B. die engen Beziehungen zu Russland unter Wladimir Putin oder die aggressive Industriepolitik. Auch Ereignisse wie die COVID-19-Pandemie verschlechterten das öffentliche Ansehen Chinas in Frankreich. Eine im Jahr 2020 vom Pew Research Center veröffentlichte Umfrage ergab, dass 70 % der Franzosen ein negatives Bild von China hatten. Unter Präsident Emmanuel Macron grenzten sich die Franzosen aber vom Handelskrieg der USA gegen China ab, als Macron 2019 ein neues Handelsabkommen mit den Chinesen unterzeichnete und ankündigte, mit diesen in Afrika zusammenarbeiten zu wollen. Im April 2023 sprach sich Macron für eine „strategische Autonomie“ der Europäer gegenüber den USA in der Chinapolitik aus und warnte die europäischen Mächte davor, sich in einem amerikanisch-chinesischen Konflikt hineinziehen zu lassen.

## Wirtschaftsbeziehungen

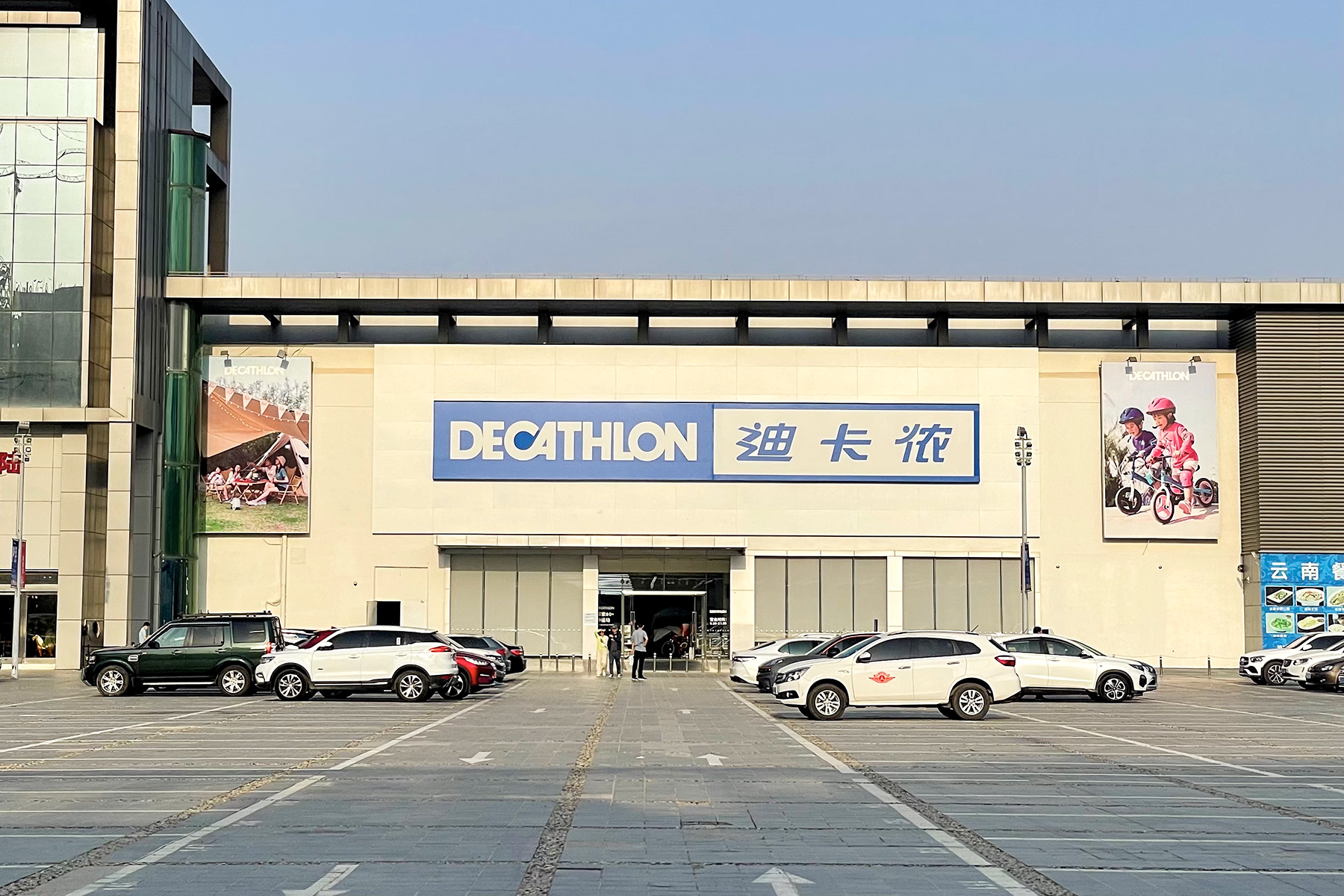
Decathlon-Supermarkt in Zhengzhou, VR China

Mehr als 2000 französische Unternehmen sind in der Volksrepublik China aktiv und für französische Hersteller für Luxusgüter wie Dior oder Chanel ist der chinesische Markt ein sehr wichtiger Absatzmarkt. 2023 erreichte der bilaterale Warenaustausch knapp 80 Milliarden US-Dollar und ist damit seit der Aufnahme diplomatischer Beziehungen um das 800-fache gewachsen. Frankreich hat ein hohes Handelsbilanzdefizit mit China und französische Unternehmen sehen sich zunehmend auf den Weltmärkten mit chinesischen Produzenten in einem harten Wettbewerb. Die VR China unterhielt 2024 in Frankreich über 70 „Arbeitsstationen“ zur Anwerbung von französischen Forschern und Wissenschaftlern für den Technologietransfer.
In einer Zeit, in der die Wirtschaftsbeziehungen zwischen China und den USA tiefgreifend gestört waren und ein Handelskrieg im Gange war, unterzeichneten der französische Präsident Emmanuel Macron und Xi Jinping Ende März 2019 eine Reihe groß angelegter Handelsabkommen, die sich über mehrere Jahre hinweg auf zahlreiche Sektoren erstrecken. Das Kernstück war der Kauf von Flugzeugen von Airbus im Wert von 30 Milliarden Euro. Das neue Handelsabkommen geht weit über den Luftverkehr hinaus und umfasst französische Hühnerausfuhren, einen in Frankreich gebauten Offshore-Windpark in China und einen französisch-chinesischen Kooperationsfonds sowie eine Kofinanzierung in Milliardenhöhe zwischen BNP Paribas und der Bank of China. Weitere Pläne sahen vor, Milliarden Euro für die Modernisierung chinesischer Fabriken sowie für den Bau neuer Schiffe auszugeben.

## Diplomatische Standorte
- China hat eine Botschaft in Paris, Generalkonsulate in Lyon, Marseille, Saint-Denis und Straßburg sowie ein Konsulat in Papeete.
- Frankreich hat eine Botschaft in Peking und Generalkonsulate in Chengdu, Guangzhou, Hongkong, Shanghai, Shenyang und Wuhan.

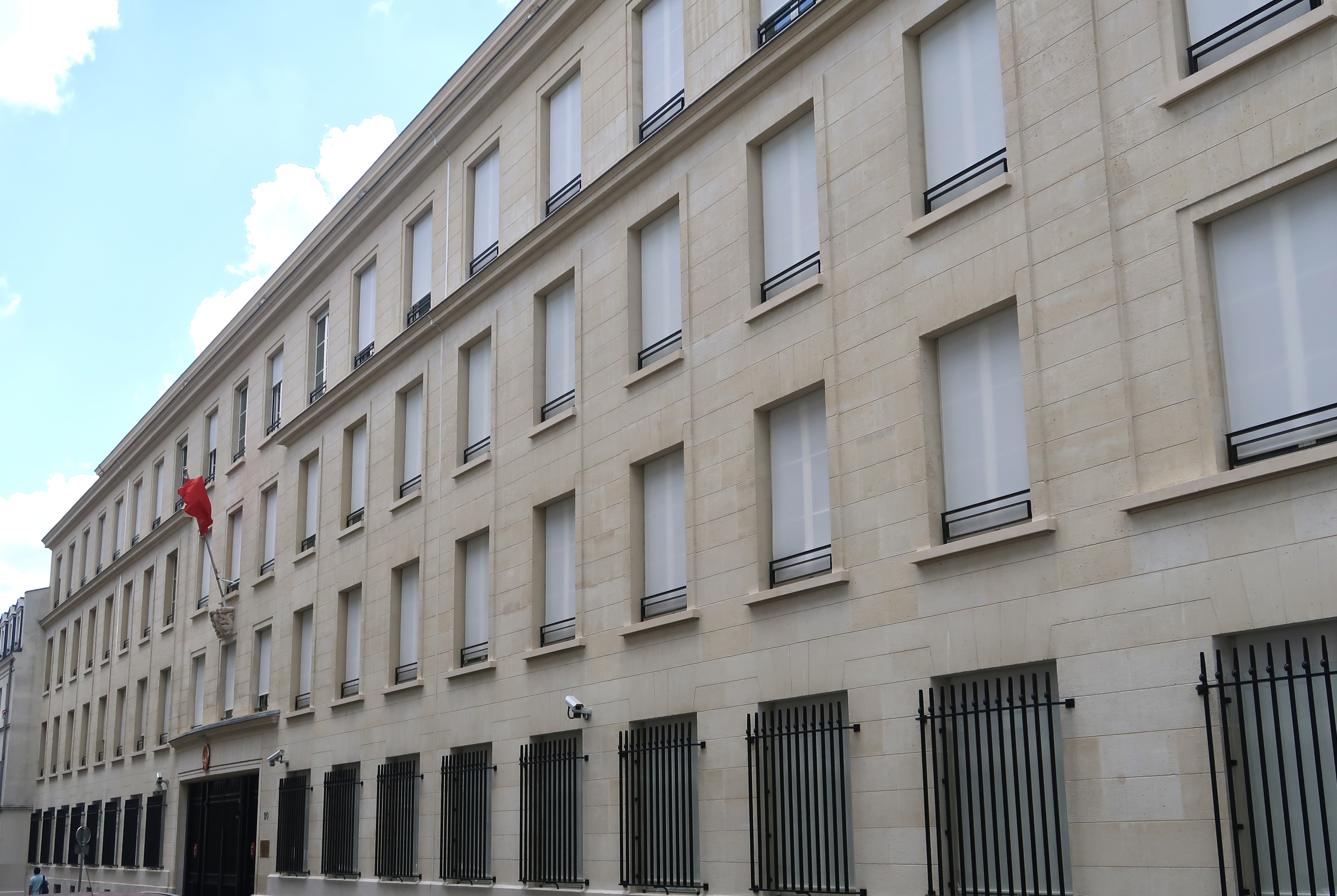
Chinesische Botschaft in Paris
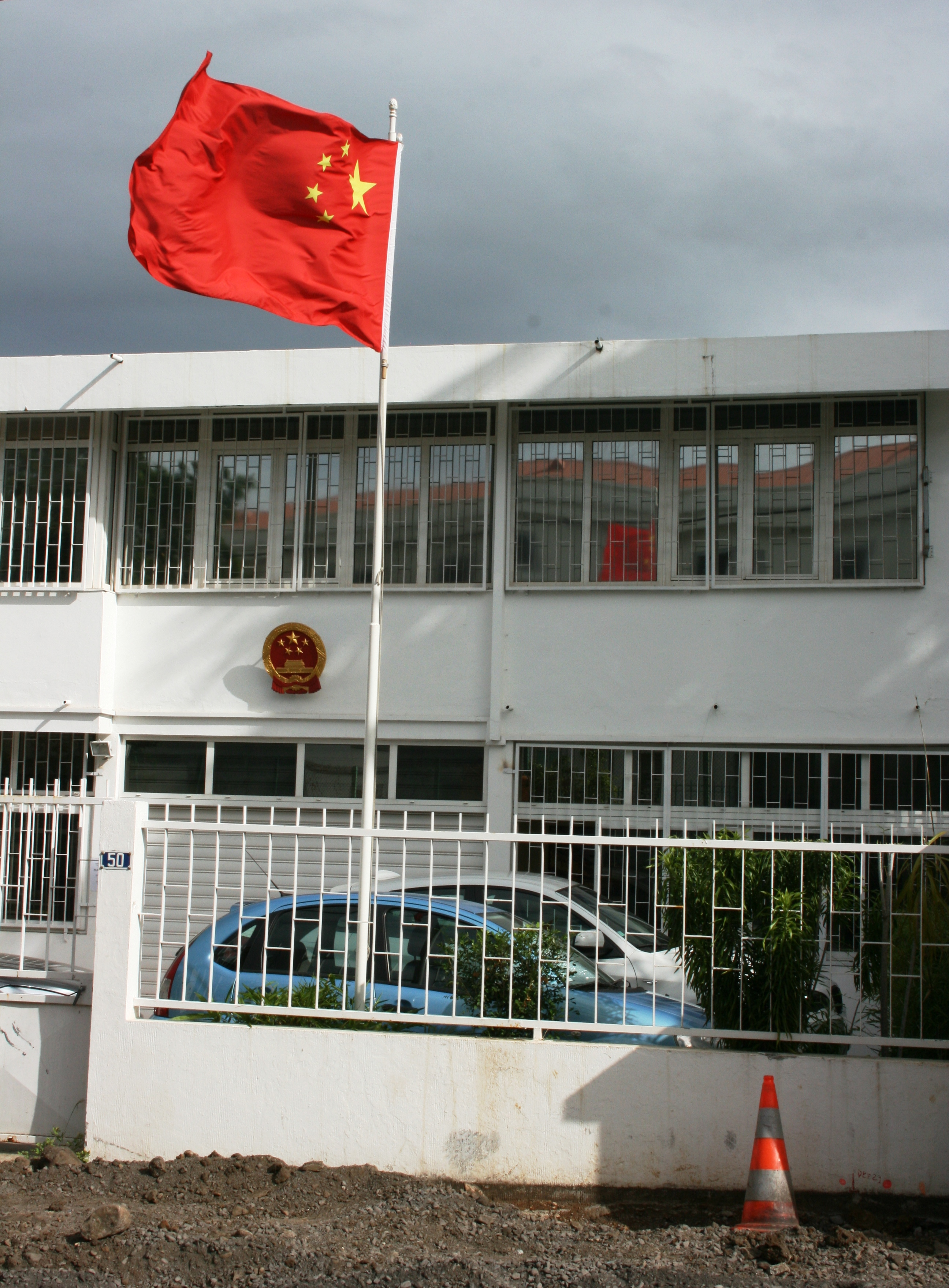
Chinesische Generalkonsulat in Saint-Denis
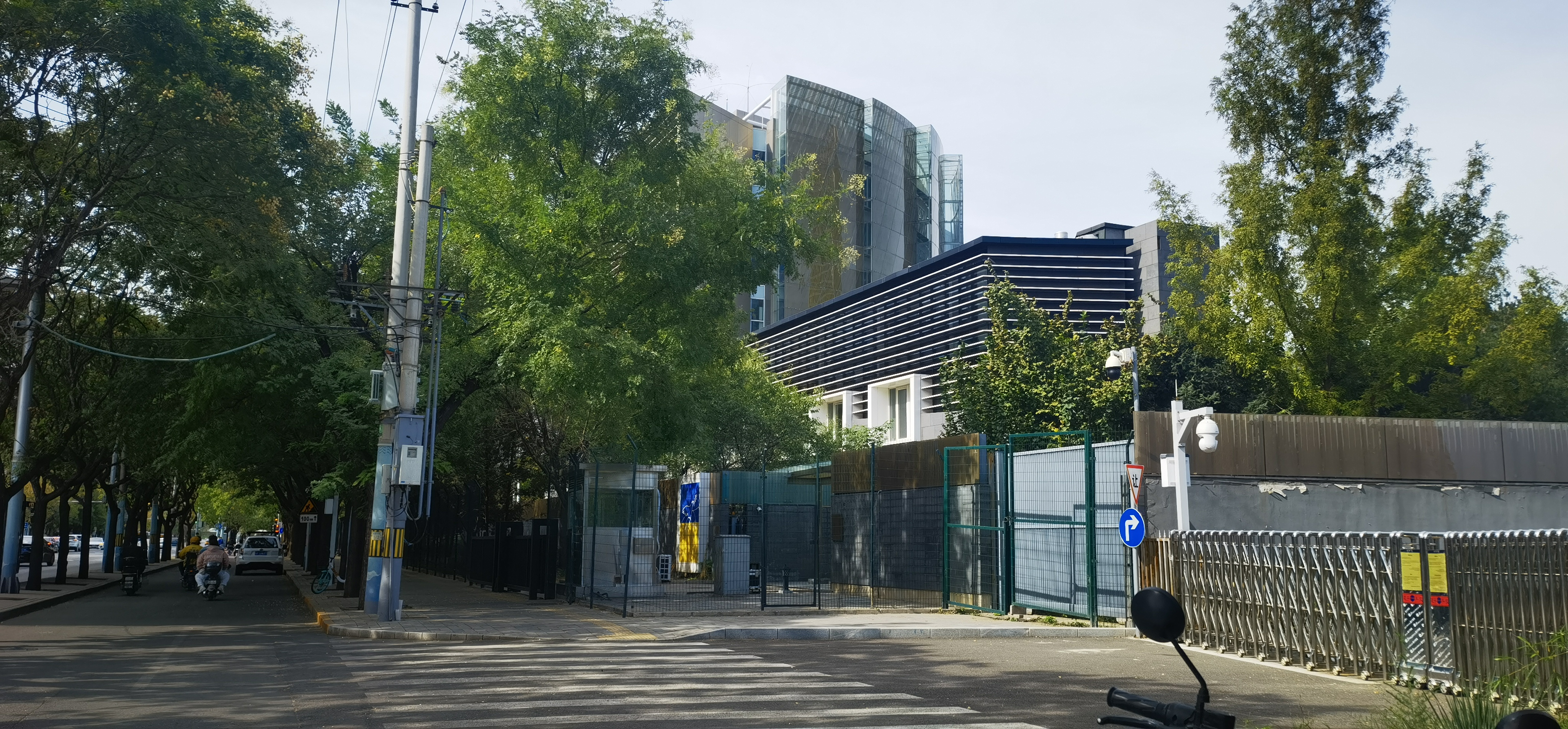
Französische Botschaft in Peking